# USS Boxer (CV-21)
USS Boxer (CV/CVA/CVS-21, LPH-4) là một trong số 24 tàu sân bay thuộc lớp Essex được chế tạo trong Thế Chiến II cho Hải quân Hoa Kỳ. Nó là chiếc tàu sân bay thứ năm của Hải quân Mỹ mang cái tên này để kỷ niệm chiếc tàu chiến Anh Quốc bị Hoa Kỳ chiếm giữ được trong cuộc Chiến tranh năm 1812. Boxer được đưa vào hoạt động tháng 4 năm 1945, quá trễ để có thể phục vụ trong Thế chiến II, nhưng đã hoạt động tích cực trong Chiến tranh Triều Tiên và được tặng thưởng tám Ngôi sao Chiến đấu. Nó được xếp lại lớp thành một tàu sân bay tấn công CVA vào đầu những năm 1950, sau đó thành một tàu sân bay chống tàu ngầm CVS, và cuối cùng là một tàu tấn công đổ bộ LPH chuyên chở máy bay trực thăng và lực lượng Thủy quân Lục chiến. Không giống như đa số các tàu sân bay chị em cùng lớp với nó, nó không được hiện đại hóa, nên trong suốt thời gian phục vụ sau này nó vẫn mang dáng dấp của một tàu sân bay lớp Essex thời Đệ Nhị Thế Chiến. Nó hoạt động như một tàu tấn công đổ bộ tại vùng biển Đại Tây Dương/Caribbe và tại Thái Bình Dương, đôi khi phục vụ như một tàu vận chuyển máy bay. Nó là tàu thu hồi chính của chuyến bay thử nghiệm ban đầu AS-201 không người lái của Chương trình Apollo; và nó đã được dự định để thu hồi chuyến bay Gemini 8, nếu như con tàu vũ trụ này không bị buộc phải đáp khẩn cấp xuống Thái Bình Dương.
Nó được cho ngừng hoạt động vào năm 1969, và bị bán để tháo dỡ vào năm 1971.

## Thiết kế và chế tạo
Boxer là một tàu sân bay dạng thân dài thuộc phân lớp Ticonderoga trong lớp Essex. Nó được đặt lườn vào ngày 13 tháng 9 năm 1943 bởi hãng Newport News Shipbuilding tại Newport News, Virginia. Nó được hạ thủy vào ngày 14 tháng 12 năm 1944; được đỡ đầu bởi cô Ruth D. Overton, con gái của Nghị sĩ John H. Overton thuộc tiểu bang Louisiana; và được cho nhập biên chế vào ngày 16 tháng 4 năm 1945 dưới quyền chỉ huy của hạm trưởng, Đại tá Hải quân D. F. Smith.

## Lịch sử hoạt động

### 1945-1956
Được hoàn tất quá trễ để có thể tham gia vào Thế Chiến II, Boxer gia nhập Hạm đội Thái Bình Dương tại San Diego vào tháng 8 năm 1945. Từ tháng 9 năm 1945 đến ngày 23 tháng 8 năm 1946, nó hoạt động ngoài khơi đảo Guam như là soái hạm của Lực lượng Đặc nhiệm 77 tại khu vực Tây Thái Bình Dương. Trong đợt hoạt động này, nó từng thăm viếng Nhật Bản, Okinawa, Philippines và Trung Quốc. Nó quay về San Francisco ngày 10 tháng 9 năm 1946 và hoạt động ngoài khơi bờ Tây Hoa Kỳ trong các nhiệm vụ thường xuyên trong thời bình. Vào ngày 10 tháng 3 năm 1948, nó là địa điểm mà một máy bay phản lực hải quân (chiếc FJ-1 Fury) lần đầu tiên hạ cánh trên một tàu sân bay. Nó rời Hoa Kỳ ngày 11 tháng 1 năm 1950 để phục vụ tại Viễn Đông; và sau khi hoàn tất nhiệm vụ cùng Đệ Thất Hạm đội tại Viễn Đông trong nửa đầu năm 1950, nó quay về đến San Diego ngày 25 tháng 6.

### Chiến tranh Triều Tiên
Với sự bùng nổ của cuộc Chiến tranh Triều Tiên, nó được vội vã tung vào hoạt động để chuyên chở máy bay đến khu vực chiến sự. Từ ngày 14 đến ngày 22 tháng 7 năm 1950, nó thực hiện một chuyến đi kỷ lục vượt Thái Bình Dương trong 8½ ngày với 150 máy bay của Không quân và Hải quân cùng một ngàn binh sĩ. Trên chuyến đi trở về (từ ngày 27 tháng 7 đến ngày 4 tháng 8), nó còn rút ngắn kỷ lục xuống còn 7 ngày, 10 giờ và 36 phút. Sau khi được sửa chữa nhanh, nó khởi hành đi Viễn Đông vào ngày 24 tháng 8, lần này gia nhập Lực lượng Đặc nhiệm 77 để hỗ trợ trên không cho các đơn vị chiến đấu. Máy bay của nó đã yểm trợ cho cuộc đổ bộ lên Inchon ngày 15 tháng 9 năm 1950 cùng các hoạt động trên bộ khác cho đến tháng 11, khi nó quay về vùng bờ Tây Hoa Kỳ để đại tu.

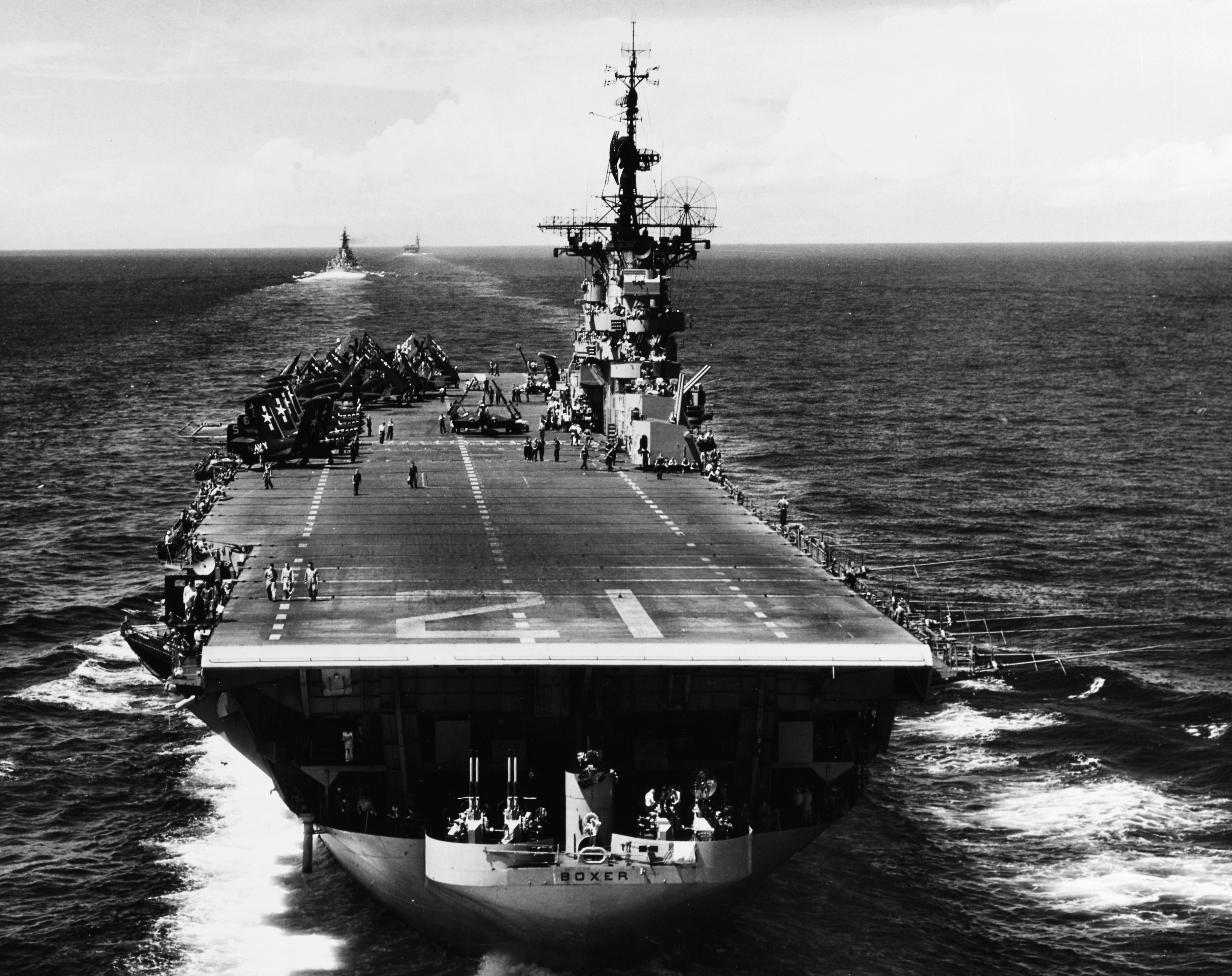
USS Boxer ngoài khơi bờ biển Triều Tiên, năm 1953.

Boxer rời San Diego để thực hiện lượt phục vụ thứ hai tại Triều Tiên vào ngày 2 tháng 3 năm 1951. Nó lại cùng Lực lượng Đặc nhiệm 77 hoạt động hỗ trợ cho các lực lượng trên bộ. Nó quay về đến San Francisco ngày 24 tháng 10 năm 1951. Tiếp tục lên đường ngày 8 tháng 2 năm 1952 cho lượt phục vụ thứ ba tại Triều Tiên, một lần nữa Boxer lại được bố trí cùng Lực lượng Đặc nhiệm 77. Trong các ngày 23 và 24 tháng 6, máy bay của nó tham gia vào cuộc không kích quy mô lớn nhắm vào đập thủy điện Sui-ho. Vào ngày 5 tháng 8, một đám cháy xảy ra trong sàn chứa máy bay đã khiến chín người chết và hai người bị thương nặng. Sau khi được sửa chữa tạm thời tại Yokosuka, Nhật Bản từ ngày 11 đến ngày 23 tháng 8, Boxer quay lại hoạt động ngoài khơi Triều Tiên. Nó quay về San Francisco ngày 25 tháng 9 và được sửa chữa cho đến tháng 3 năm 1953.
Chiếc tàu sân bay lên đường ngày 30 tháng 3 năm 1953 đi đến khu vực Viễn Đông, và đi đến khu vực chiến sự một tháng sau đó. Nó tham gia vào các hoạt động tác chiến cuối cùng trong cuộc xung đột tại Triều Tiên, và nó ở lại vùng biển châu Á cho đến tận tháng 11. Kể từ khi chiến tranh Triều Tiên kết thúc, Boxer thực hiện việc tuần tra dọc theo bờ Tây Hoa Kỳ và từng thực hiện ba chuyến đi đến Viễn Đông. Boxer được xếp lại lớp thành một tàu sân bay tấn công, ký hiệu CVA-21 vào tháng 10 năm 1952.

### 1956-1969

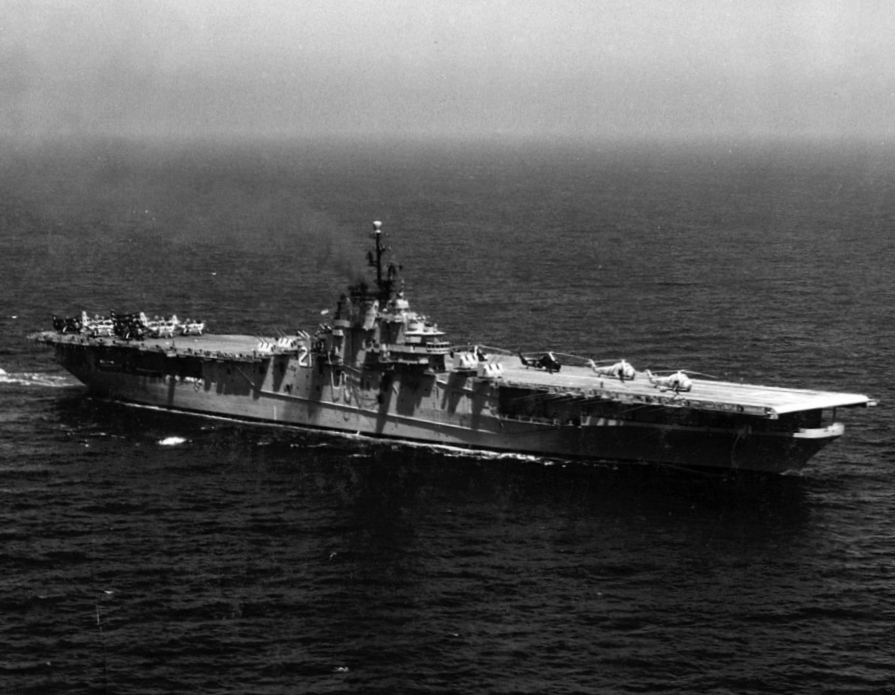
Boxer như một tàu sân bay chống tàu ngầm, năm 1956- 1957.

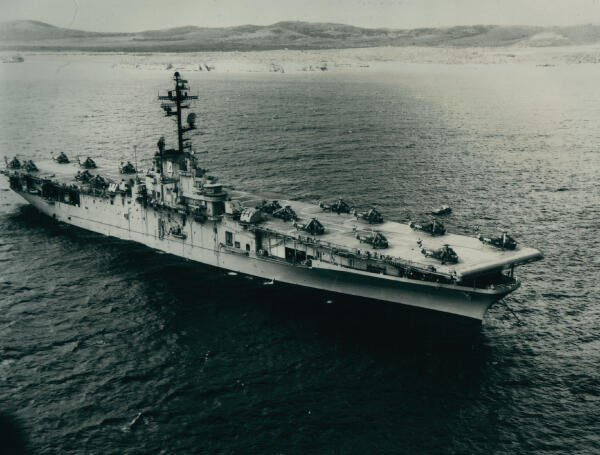
Boxer như một tàu chở máy bay trực thăng ngoài khơi Puerto Rico năm 1966.

Được cải biến thành một tàu sân bay chống tàu ngầm CVS vào đầu năm 1956, Boxer thực hiện lượt phục vụ cuối cùng tại khu vực Tây Thái Bình Dương dưới vai trò này trong những năm 1956- 1957.
Cuối năm 1957, Boxer hoạt động trong một thời gian ngắn như một tàu thử nghiệm chở máy bay trực thăng tấn công phối hợp giữa Hải quân và Thủy quân Lục chiến. Vào năm 1958, nó là tàu chỉ huy cho Chiến dịch Hardtack, một chương trình thử nghiệm vũ khí hạt nhân tại khu vực Trung tâm Thái Bình Dương. Cuối năm đó, nó được chuyển sang Hạm đội Đại Tây Dương như một "tàu tấn công đổ bộ tạm thời" và sau đó được chính thức đặt lại ký hiệu là LPH-4 vào ngày 30 tháng 1 năm 1959.
Trong một thập niên tiếp theo sau, Boxer cùng lực lượng Thủy quân Lục chiến và máy bay trực thăng vận tải phối thuộc là một thành phần nòng cốt trong lực lượng đổ bộ phản ứng nhanh của Hoa Kỳ. Nó hoạt động chủ yếu tại vùng biển Caribbe, từng tham gia vào vụ Khủng hoảng tên lửa Cuba năm 1962 và can thiệp vào tình hình bất ổn và bạo loạn tại Cộng hòa Dominica năm 1965. Nó được bố trí đến vùng biển châu Âu vào cuối năm 1964 để tham gia chiến dịch Steel Pike. Vào giữa năm 1965, Boxer phục vụ như một tàu chuyên chở máy bay, đã vận chuyển hơn 200 máy bay và máy bay trực thăng đến Việt Nam như một phần của việc triển khai Sư đoàn Kỵ binh bay số 1.
Nó là tàu thu hồi chính của chuyến bay thử nghiệm AS-201 của Chương trình Apollo, chuyến bay đầu tiên không người lái nhằm thử nghiệm mô-đun chỉ huy/dịch vụ của con tàu, đã được hạ cánh vào ngày 26 tháng 2 năm 1966. Boxer cũng đã túc trực tại vùng biển phía Tây Đại Tây Dương chuẩn bị cho nhiệm vụ thu hồi chuyến bay Gemini 8 vào tháng 3 năm 1966. Tuy nhiên cơ hội này đã bị bỏ lỡ, khi Gemini 8 gặp phải trục trặc kỹ thuật và phải hạ cánh khẩn cấp xuống vùng biển Tây Thái Bình Dương. Sau đó nó thực hiện một chuyến đi thứ hai đến Việt Nam, lần này chở máy bay của lực lượng Thủy quân Lục chiến.
Boxer được cho ngừng hoạt động vào tháng 12 năm 1969, và bị bán để tháo dỡ vào tháng 2 năm 1971.

## Phần thưởng
Boxer được tặng thưởng tám Ngôi sao Chiến đấu do thành tích hoạt động tại Triều Tiên.
|                           |                                                       |             |
|                           |                                                       |             |
|                           |                                                       |             |
| Bronze star               | Silver star · Bronze star · Bronze star · Bronze star | Bronze star |
| Bronze star · Bronze star |                                                       |             |

| Đơn vị Tuyên dương Hải quân                                     |                                                          |                                                                     |
| Huân chương Viễn chinh Hải quân                                 | Huân chương Phục vụ Trung Hoa (giai đoạn mở rộng)        | Huân chương Chiến dịch Hoa Kỳ                                       |
| Huân chương Chiến dịch Châu Á-Thái Bình Dương                   | Huân chương Chiến thắng Thế Chiến II                     | Huân chương Phục vụ Chiếm đóng Hải quân                             |
| Huân chương Phục vụ Phòng vệ Quốc gia với 1 Ngôi sao Chiến trận | Huân chương Phục vụ Triều Tiên với 8 Ngôi sao Chiến trận | Huân chương Viễn chinh Lực lượng Vũ trang với 1 Ngôi sao Chiến trận |
| Huân chương Phục vụ Việt Nam với 2 Ngôi sao Chiến trận          | Huân chương Liên Hợp Quốc Phục vụ Triều Tiên             | Huân chương Phục vụ Chiến tranh Triều Tiên (Hàn Quốc) (truy tặng)   |